# Albert Rusnák (1948)
Albert Rusnák (18. května 1948 Stropkov – 1. prosince 1989) byl slovenský fotbalový obránce a reprezentant Československa. Fotbalisty jsou i jeho bratr Vladimír Rusnák (* 1950), jeho syn Albert Rusnák ml. (* 1974) a vnuk Albert Rusnák nejmladší (* 1994).

## Fotbalová kariéra
Za československou reprezentaci odehrál v letech 1971 a 1972 dvě utkání. V československé lize hrál za Bohemians Praha, na vojně za Duklu Banská Bystrica a v letech 1970 až 1978 za ZVL Žilina. V lize nastoupil ve 249 utkáních a dal 19 gólů. Byl odchovancem Tesly Stropkov.

## Ligová bilance
| Ročník                                   | Zápasy | Góly | Klub                  |
| ---------------------------------------- | ------ | ---- | --------------------- |
| 1. československá fotbalová liga 1967/68 | 13     | 0    | Bohemians Praha       |
| 1. československá fotbalová liga 1968/69 | 15     | 2    | Dukla Banská Bystrica |
| 1. československá fotbalová liga 1970/71 | 26     | 1    | ZVL Žilina            |
| 1. československá fotbalová liga 1971/72 | 28     | 1    | ZVL Žilina            |
| 1. československá fotbalová liga 1972/73 | 30     | 1    | ZVL Žilina            |
| 1. československá fotbalová liga 1973/74 | 30     | 0    | ZVL Žilina            |
| 1. československá fotbalová liga 1974/75 | 29     | 4    | ZVL Žilina            |
| 1. československá fotbalová liga 1975/76 | 27     | 3    | ZVL Žilina            |
| 1. československá fotbalová liga 1976/77 | 26     | 4    | ZVL Žilina            |
| 1. československá fotbalová liga 1977/78 | 24     | 3    | ZVL Žilina            |
| CELKEM 1. liga                           | 249    | 19   |                       |